# Északi összetett a 2016. évi téli ifjúsági olimpiai játékokon
A 2016. évi téli ifjúsági olimpiai játékokon a északi összetett versenyszámait február 16. és 19. között rendezték Lillehammerben.

## Részt vevő nemzetek
A versenyen 15 nemzet 15 sportolója vett részt.
| Nemzetek               | Indulók | Összesen |
| ---------------------- | ------- | -------- |
| Ausztria (AUT)         | 1       | 1        |
| Csehország (CZE)       | 1       | 1        |
| Egyesült Államok (USA) | 1       | 1        |
| Észtország (EST)       | 1       | 1        |
| Finnország (FIN)       | 1       | 1        |
| Franciaország (FRA)    | 1       | 1        |
| Japán (JPN)            | 1       | 1        |
| Kazahsztán (KAZ)       | 1       | 1        |
| Lengyelország (POL)    | 1       | 1        |
| Németország (GER)      | 1       | 1        |
| Norvégia (NOR)         | 1       | 1        |
| Olaszország (ITA)      | 1       | 1        |
| Oroszország (RUS)      | 1       | 1        |
| Szlovénia (SLO)        | 1       | 1        |
| Ukrajna (UKR)          | 1       | 1        |
| Összes sportoló        | 15      | 15       |

## Éremtáblázat
(A táblázatokban a rendező ország sportolói eltérő háttérszínnel, az egyes számoszlopok legmagasabb értéke, vagy értékei vastagítással kiemelve.)
| A 2016. évi téli ifjúsági olimpiai játékok éremtáblázata északi összetettben | A 2016. évi téli ifjúsági olimpiai játékok éremtáblázata északi összetettben | A 2016. évi téli ifjúsági olimpiai játékok éremtáblázata északi összetettben | A 2016. évi téli ifjúsági olimpiai játékok éremtáblázata északi összetettben | A 2016. évi téli ifjúsági olimpiai játékok éremtáblázata északi összetettben | Olimpia  |
| ---------------------------------------------------------------------------- | ---------------------------------------------------------------------------- | ---------------------------------------------------------------------------- | ---------------------------------------------------------------------------- | ---------------------------------------------------------------------------- | -------- |
|                                                                              | Ország                                                                       | Arany                                                                        | Ezüst                                                                        | Bronz                                                                        | Összesen |
| 1.                                                                           | Németország (GER)                                                            | 1                                                                            | 0                                                                            | 1                                                                            | 2        |
| 2.                                                                           | Oroszország (RUS)                                                            | 1                                                                            | 0                                                                            | 0                                                                            | 1        |
|                                                                              |                                                                              |                                                                              |                                                                              |                                                                              |          |
| 3.                                                                           | Egyesült Államok (USA)                                                       | 0                                                                            | 1                                                                            | 0                                                                            | 1        |
| 3.                                                                           | Norvégia (NOR)                                                               | 0                                                                            | 1                                                                            | 0                                                                            | 1        |
|                                                                              |                                                                              |                                                                              |                                                                              |                                                                              |          |
| 5.                                                                           | Csehország (CZE)                                                             | 0                                                                            | 0                                                                            | 1                                                                            | 1        |
|                                                                              |                                                                              |                                                                              |                                                                              |                                                                              |          |
| Összesen                                                                     | Összesen                                                                     | 2                                                                            | 2                                                                            | 2                                                                            | 6        |

## Érmesek

### Fiú
| A 2016. évi téli ifjúsági olimpiai játékok érmesei fiú északi összetettben |                              |         |                                     |         |                                  |         |
| Versenyszám                                                                | Arany                        | Arany   | Ezüst                               | Ezüst   | Bronz                            | Bronz   |
| Egyéni (normálsánc + 5 km)                                                 | Tim Kopp · Németország (GER) | 13:31,4 | Ben Loomis · Egyesült Államok (USA) | 13:36,6 | Ondrej Pazout · Csehország (CZE) | 13:39,3 |

### Vegyes
| A 2016. évi téli ifjúsági olimpiai játékok érmesei vegyes északi összetettben | |         | |         |                                                                                                   |         |
| Versenyszám                                                                   | Arany                                                                                                | Arany   | Ezüst | Ezüst   | Bronz                                                                                             | Bronz   |
| Csapat (normálsánc + 3 x 3,3 km)                                              | Oroszország (RUS) · Sofia Tikhonova · Vitalii Ivanov · Maksim Sergeev · Maya Yakunina · Igor Fedotov | 26:16,9 | Norvégia (NOR) · Anna Odine Stroem · Einar Luraas Oftebro · Marius Lindvik · Martine Engebretsen · Vebjøern Hegdal | 26:38,0 | Németország (GER) · Agnes Reisch · Tim Kopp · Jonathan Siegel · Anna-Maria Dietze · Philipp Unger | 26:38,4 |